# Giro d’Italia 2020
Der Giro d’Italia 2020 war die 103. Austragung der italienischen Grand Tour. Das Straßenradrennen startete am 3. Oktober 2020 in Monreale auf Sizilien mit einem Einzelzeitfahren und endete am 25. Oktober 2020 in Mailand ebenfalls mit einem Zeitfahren.
Gesamtsieger wurde Tao Geoghegan Hart (Ineos Grenadiers), der auch die 15. und 20. Etappe gewann. Geoghegan Hart übernahm die Maglia Rosa beim Zeitfahren der letzten Etappe vom zuvor zeitgleichen Jai Hindley (Team Sunweb). Hindley, der die 18. Etappe gewann, wurde Gesamtzweiter mit 39 Sekunden Rückstand vor seinem Teamkollegen Wilco Kelderman, der 1:29 Minuten Rückstand hatte. Gesamtvierter mit einem Rückstand von 2:57 Minuten wurde João Almeida (Deceuninck-Quick-Step), der die Maglia Rosa auf der 3. Etappe übernahm und erst nach der 18. Etappe an Keldermann abgeben musste, der die Maglia Rosa zwei Tage trug.
Geoghegan Hart und Hindley belegten auch die ersten beiden Plätze der Nachwuchswertung.
Der vierfache Etappensieger (4., 6., 7. und 11. Etappe) Arnaud Démare (Groupama-FDJ) gewann die Punktewertung.
Ruben Guerreiro (EF Pro Cycling) gewann die Bergwertung  und die 9. Etappe.
Geoghegan Harts Team Ineos Grenadiers gewann die Mannschaftswertung und insgesamt sieben Etappen. Zu den zwei Etappensiegen des Gesamtsiegers kam der Sieg von Jhonathan Narvaez auf der 12. Etappe und vier Etappensiege von Filippo Ganna (1., 5., 14. und 21. Etappe), darunter alle drei Zeitfahren.
Die Mannschaft Androni Giocattoli-Sidermec war bei zwei Sonderpreisen erfolgreich: Simon Pellaud gewann die Zwischensprintwertung Traguardi Volanti und Mattia Bais die Ausreißer-Wertung Premio Fuga. Thomas De Gendt (Lotto Soudal) gewann die Wertung Combattività („kämpferischster Fahrer“, eine Kombinationswertung). Groupama-FDJ gewann den Fair-Play-Preis.
Zum Verlauf und den Ergebnissen der Etappen des Giro d’Italia 2020 siehe: Giro d’Italia 2020/Etappen.

## Auswirkungen der COVID-19-Pandemie
Der Wettbewerb sollte ursprünglich am 9. Mai 2020 mit einem Einzelzeitfahren in Budapest beginnen. Wegen der COVID-19-Pandemie ab Anfang 2020 war der Starttermin des Rennens im März auf einen unbekannten Zeitpunkt später im Jahr verschoben worden. Zuvor hatte die Stadt Budapest wegen der Maßnahmen gegen die Ausbreitung der Pandemie den Start in Ungarn abgesagt. Mitte April 2020 gab die Union Cycliste Internationale zusammen mit den Veranstaltern bekannt, dass das Rennen auf den 3. bis 25. Oktober verschoben werden solle. Die ersten drei Etappen wurden entsprechend der Umplanung des Veranstalters auf Sizilien statt in Ungarn ausgetragen.  Außerdem gab es wegen der Verschiebung in der 3. Rennwoche eine Überschneidung mit der Vuelta a España.
Vor dem Start der 8. Etappe musste der als Mitfavorit gestartete Simon Yates (Mitchelton-Scott) den Giro d’Italia aufgeben, weil er am Morgen des Tages nach Covid-19-Symptomen positiv auf SARS-CoV-2 getestet worden war. Nach Ende der 9. Etappe und am darauffolgenden ersten Ruhetag wurden zwei Fahrer und sechs Betreuer positiv auf SARS-CoV-2 getestet. Vier Betreuer gehörten Yates’ Mannschaft Mitchelton-Scott an, welche nach den Regeln zur Bekämpfung der COVID-19-Pandemie aus dem Rennen genommen wurde. Das Team Jumbo-Visma nahm sich selbst nach seinem positiven SARS-CoV-2-Test von Teamkapitän Steven Kruijswijk aus dem Rennen. Die Teams Sunweb (positiv: Michael Matthews), Ag2r La Mondiale und Ineos Grenadiers (je ein Betreuer) verblieben im Rennen. Nachdem vor dem Start der 12. Etappe bekannt wurde, dass 17 Polizisten der Polizia Stradale positiv auf Sars-Cov-2 getestet wurden, verlangte das Team EF Pro Cycling den Abbruch der Rundfahrt am zweiten Ruhetag. Die Polizia Stradale teilte mit, es handele sich nicht um Polizisten der Rundfahrtbegleitung, sondern um solche, die den separaten E-Giro begleitet hätten.
Am zweiten Ruhetag wurde ein Betreuer des Astana Pro Teams positiv auf SARS-CoV-2 getestet, aber kein Radrennfahrer.
Die 20. Etappe sollte nach den Plänen des Veranstalters Sestriere über französischen Boden erreichen und dabei die  Pässe Colle dell’Agnello, Col d’Izoard und Col de Montgenèvre überqueren. Nachdem dies aufgrund der Maßnahmen zur Bekämpfung der COVID-19-Pandemie in Frankreich während der laufenden Rundfahrt durch die französischen Behörden untersagt wurde, erfolgte stattdessen eine dreimalige Passage von Sestriere.

## Strecke
Nach dem Zeitfahrauftakt in Palermo erfolgte bereits am dritten Tag eine Bergankunft auf dem Ätna. Nach einem weiteren Einzelzeitfahren auf der 14. Etappe galten die Alpenabschnitte auf der 17., 18. und 20. Etappe als entscheidend für die Gesamtwertung, bevor zum Abschluss in Mailand wiederum ein Einzelzeitfahren anstand.
Die 19. Etappe wurde nach Fahrerprotesten von 258 auf 124,5 Kilometer verkürzt.
| Etappe     | Datum    | Etappenorte                               | type                 | Länge (km) | Etappensieger      | Gesamtführender    |
| ---------- | -------- | ----------------------------------------- | -------------------- | ---------- | ------------------ | ------------------ |
| 1. Etappe  | 3. Okt.  | Monreale – Palermo                        | Einzelzeitfahren     | 15,1       | Filippo Ganna      | Filippo Ganna      |
| 2. Etappe  | 4. Okt.  | Alcamo – Agrigent                         | Hügelige Etappe      | 149        | Diego Ulissi       | Filippo Ganna      |
| 3. Etappe  | 5. Okt.  | Enna – Ätna                               | Hochgebirgsetappe    | 150        | Jonathan Caicedo   | João Almeida       |
| 4. Etappe  | 6. Okt.  | Catania – Villafranca Tirrena             | Flachetappe          | 140        | Arnaud Démare      | João Almeida       |
| 5. Etappe  | 7. Okt.  | Mileto – Camigliatello Silano             | Mittelschwere Etappe | 225        | Filippo Ganna      | João Almeida       |
| 6. Etappe  | 8. Okt.  | Castrovillari – Matera                    | Flachetappe          | 188        | Arnaud Démare      | João Almeida       |
| 7. Etappe  | 9. Okt.  | Matera – Brindisi                         | Flachetappe          | 143        | Arnaud Démare      | João Almeida       |
| 8. Etappe  | 10. Okt. | Giovinazzo – Vieste                       | Mittelschwere Etappe | 200        | Alex Dowsett       | João Almeida       |
| 9. Etappe  | 11. Okt. | San Salvo – Roccaraso                     | Hochgebirgsetappe    | 207        | Ruben Guerreiro    | João Almeida       |
|            | 12. Okt. | Ruhetag                                   | Ruhetag              |            |                    |                    |
| 10. Etappe | 13. Okt. | Lanciano – Tortoreto                      | Mittelschwere Etappe | 177        | Peter Sagan        | João Almeida       |
| 11. Etappe | 14. Okt. | Porto Sant’Elpidio – Rimini               | Flachetappe          | 182        | Arnaud Démare      | João Almeida       |
| 12. Etappe | 15. Okt. | Cesenatico – Cesenatico                   | Mittelschwere Etappe | 204        | Jhonatan Narváez   | João Almeida       |
| 13. Etappe | 16. Okt. | Cervia – Monselice                        | Hügelige Etappe      | 192        | Diego Ulissi       | João Almeida       |
| 14. Etappe | 17. Okt. | Conegliano – Valdobbiadene                | Einzelzeitfahren     | 34,1       | Filippo Ganna      | João Almeida       |
| 15. Etappe | 18. Okt. | Militärflugplatz Rivolto – Piancavallo    | Hochgebirgsetappe    | 185        | Tao Geoghegan Hart | João Almeida       |
|            | 19. Okt. | Ruhetag                                   | Ruhetag              |            |                    |                    |
| 16. Etappe | 20. Okt. | Udine – San Daniele del Friuli            | Mittelschwere Etappe | 229        | Jan Tratnik        | João Almeida       |
| 17. Etappe | 21. Okt. | Bassano del Grappa – Madonna di Campiglio | Hochgebirgsetappe    | 203        | Ben O’Connor       | João Almeida       |
| 18. Etappe | 22. Okt. | Pinzolo – Bacino di San Giacomo           | Hochgebirgsetappe    | 207        | Jai Hindley        | Wilco Kelderman    |
| 19. Etappe | 23. Okt. | Abbiategrasso – Asti                      | Flachetappe          | 124,5      | Josef Černý        | Wilco Kelderman    |
| 20. Etappe | 24. Okt. | Alba – Sestriere                          | Hochgebirgsetappe    | 190        | Tao Geoghegan Hart | Jai Hindley        |
| 21. Etappe | 25. Okt. | Cernusco sul Naviglio – Mailand           | Einzelzeitfahren     | 15,7       | Filippo Ganna      | Tao Geoghegan Hart |

## Teilnehmende Teams und Fahrer
Zum Start berechtigt und verpflichtet waren die 19 UCI WorldTeams. Zusätzlich lud der Veranstalter mittels Wildcards mit den Mannschaften Androni Giocattoli-Sidermec, Bardiani CSF Faizanè und Vini Zabù KTM drei italienische UCI ProTeams ein, nachdem das aufgrund seiner Weltranglistenposition qualifizierte Team Total Direct Énergie auf sein Startrecht verzichtet hatte. Die Mannschaften bestehen aus je acht Fahrern. Von den 176 Gestarteten erreichten 133. das Ziel.
In Abwesenheit des Vorjahressiegers Richard Carapaz (Ineos Grenadiers), wurde unter anderem sein Teamkollege und Sieger der Tour de France 2018 Geraint Thomas als Mitfavorit genannt. Ebenfalls zu den Favoriten gezählt werden der Vorjahreszweite zweifache Giro-Sieger (2013 und 2016) Vincenzo Nibali (Trek-Segafredo), der Vorjahresachte Simon Yates (Mitchelton-Scott), der den Giro d’Italia 2018 lange anführte und die Vuelta a España 2018 gewann, Steven Kruijswijk (Jumbo-Visma), der die Maglia Rosa 2016 nach einem Sturz verlor und dem Sieger des Giro di Lombardia 2020 Jakob Fuglsang (Astana Pro Team), der vom Vorjahressiebten Miguel Ángel López unterstützt werden sollte.
| WorldTeams (19)- AG2R La Mondiale - Astana - Bora-Hansgrohe - CCC Team - Cofidis - Deceuninck-Quick Step - EF Pro Cycling - Groupama-FDJ - Israel Start-Up Nation - Lotto Soudal - Mitchelton-Scott - Movistar Team - NTT Pro Cycling - Bahrain McLaren - Ineos Grenadiers - Jumbo-Visma - Team Sunweb - Trek-Segafredo - UAE Team Emirates ProTeams (3)- Androni Giocattoli-Sidermec - Bardiani CSF Faizanè - Vini Zabù-KTM |
| |

## Reglement und Preisgelder
Das Rennen wurde nach dem Reglement der Union Cycliste Internationale (UCI) für Etappenrennen ausgetragen. Der Veranstalter RCS Sport legte im Einklang hiermit ein Sonderreglement fest, aus dem sich die Höhe der Preisgelder (Gesamthöhe ca. 1.500.000 Euro) und die Kriterien für die Vergabe der Sonderwertungen ergaben (die Gesamtwertung und die Mannschaftswertung ergeben sich aus dem Reglement der UCI), wie nachfolgend beschrieben.

### Etappenkategorien und Karenzzeit
Der Veranstalter teilte die Etappen in fünf Kategorien ein, die für die Karenzzeit von Bedeutung waren:
- Kategorie a: Etappen ohne besondere Schwierigkeit (6., 7., 11. und 19. Etappe) mit einer Karenzzeit zwischen 7 % bei einer Siegergeschwindigkeit unter 40 km/h und 10 % bei einer Siegergeschwindigkeit über 45 km/h,
- Kategorie b: Etappen mit geringer Schwierigkeit (4. und 13. Etappe) mit einer Karenzzeit zwischen 9 % bei einer Siegergeschwindigkeit unter 37 km/h und 11 % bei einer Siegergeschwindigkeit über 41 km/h,
- Kategorie c: Etappen mit mittlerer Schwierigkeit (2., 5., 8., 10. und 12. Etappe) mit einer Karenzzeit zwischen 11 % bei einer Siegergeschwindigkeit unter 35 km/h und 13 % bei einer Siegergeschwindigkeit über 39 km/h,
- Kategorie d: Etappen mit hoher Schwierigkeit (3. 9., 15., 16., 17., 18. und 20. Etappe) mit einer Karenzzeit zwischen 16 % bei einer Siegergeschwindigkeit unter 30 km/h bei Etappen über 150 km und 22 % bei einer Siegergeschwindigkeit über 34 km/h bei Etappen unter 150 km sowie
- Kategorie e: Zeitfahren (1., 14. und 21. Etappe) mit einer Karenzzeit von 30 % der Siegerzeit.

Die Etappenkategorien waren auch bedeutend für die Punktewertung.

### Etappen
Die ersten zwanzig Fahrer einer Etappe erhielten insgesamt 27.540 Euro Preisgelder, darunter der Etappensieger 11.010 Euro.

### Gesamtwertung
Der Führende der Gesamtwertung trug die Maglia Rosa. Die Gesamtwertung ergab sich wie stets bei internationalen Etappenrennen aus der Addition der gefahrenen Zeiten. Zusätzlich gab es bei den Etappen – außer den Zeitfahretappen – 10, 6 und 4 Sekunden Zeitbonifikation sowie auf dem zweiten Zwischensprint einer jeden Etappe (Bonussprint) 3, 2 und 1 Sekunde.
Der Gesamtsieger erhielt 265.668 Euro, der Zweite 133.412 Euro und der Dritte 68.801 Euro (jeweils aus zwei Preisgeldtöpfen). Preise wurden vergeben bis Platz 20 der Gesamtwertung. Der Träger der Maglia Rosa erhielt 2.000 Euro täglich.

### Punktewertung
Der Führende der Punktewertung trug die Maglia Ciclamino. Für diese Wertung wurden bei den Etappenzielen und den jeweils ersten Zwischensprint eine jeden Etappe (Punktewertungssprint) Punkte abhängig von der Kategorie der Etappe nach folgendem Schema vergeben:
| Kategorie                                | 1. | 2. | 3. | 4. | 5. | 6. | 7. | 8. | 9. | 10. | 11. | 12. | 13. | 14. | 15. |
| ---------------------------------------- | -- | -- | -- | -- | -- | -- | -- | -- | -- | --- | --- | --- | --- | --- | --- |
| a und b (einfache Etappen)               | 50 | 35 | 25 | 18 | 14 | 12 | 10 | 8  | 7  | 6   | 5   | 4   | 3   | 2   | 1   |
| c (mittelschwere Etappen)                | 25 | 18 | 12 | 8  | 6  | 5  | 4  | 3  | 2  | 1   |     |     |     |     |     |
| d und e (schwere Etappen und Zeitfahren) | 15 | 12 | 9  | 7  | 6  | 5  | 4  | 3  | 2  | 1   |     |     |     |     |     |
| erster Zwischensprint einer Etappe       | 12 | 8  | 6  | 5  | 4  | 3  | 2  | 1  |    |     |     |     |     |     |     |

Der Tagessieger der Punktewertung erhielt 800 Euro und der Träger der Maglia Ciclamino 750 Euro täglich. Die fünf besten des abschließenden Klassements erhielten zwischen 10.000 und 3.000 Euro.

### Bergwertung
Der Führende in der Bergwertung trug die Maglia Azzurra. Für diese Wertung wurden bei der Überquerung kategorisierter Anstiege Punkte nach folgendem Schema vergeben:
| Kategorie  | 1. | 2. | 3. | 4. | 5. | 6. | 7. | 8. | 9. |
| ---------- | -- | -- | -- | -- | -- | -- | -- | -- | -- |
| Cima Coppi | 50 | 30 | 20 | 14 | 10 | 6  | 4  | 2  | 1  |
| 1          | 40 | 18 | 12 | 9  | 6  | 4  | 2  | 1  |    |
| 2          | 18 | 8  | 6  | 4  | 2  | 1  |    |    |    |
| 3          | 9  | 4  | 2  | 1  |    |    |    |    |    |
| 4          | 3  | 2  | 1  |    |    |    |    |    |    |

Der Tagessieger der Bergwertung erhielt 700 Euro und der Träger der Maglia Azzurra 750 Euro täglich. Die fünf besten des abschließenden Klassements erhielten insgesamt 15.000 Euro, darunter der Sieger 5.000 Euro.

### Nachwuchswertung
Für die Fahrer, die nach dem 1. Januar 1995 geboren wurden, wurde auf Basis der Gesamtwertung die Nachwuchswertung vergeben, deren Führender mit der Maglia Bianca ausgezeichnet wurde.
Der Träger der Maglia Bianca erhielt täglich 750 Euro. Die fünf besten des abschließenden Klassements erhalten zwischen 10.000 und 3.000 Euro.

### Mannschaftswertung
Die Mannschaftswertung ergab sich aus der Addition der Tageszeiten der jeweils drei besten Fahrer des Teams.
Das Tagessiegerteam erhielt 500 Euro. Die fünf besten des abschließenden Klassements erhielten zwischen 5.000 und 1.000 Euro.

### Sonderpreise
Daneben gab es noch folgende Sonderpreise:
- Zwischensprintwertung (Traguardi Volanti): Auf jeder Etappe (außer Zeitfahren) erhielten die ersten fünf Fahrer bei den beiden Zwischensprints (Punktewertungssprint und Bonussprint) jeweils 10, 6, 3, 2, und einen Punkt. Der Sieger eines Sprints erhielt 500 Euro, der Gesamtsieger 8.000 Euro.
- Ausreißer-Wertung (Premio Fuga): Sieger wurde der Fahrer, der im gesamten Rennen am längsten in Ausreißergruppen (in einer Gruppe von maximal zehn Fahrern) aktiv war. Der Tagessieger erhielt 150 Euro, der Gesamtsieger 4.000 Euro.
- Kämpferischster Fahrer (Combattività): Bei Zielankünften, den Zwischensprints und jeder Bergwertung wurden Zähler für dieses Klassement vergeben. Die Anzahl der Zähler entsprach dabei aber nicht den ansonsten dort vergebenen Punkten. Der Tagessieger erhielt 300 Euro, der Gesamtsieger 4.000 Euro.
- Fair Play-Wertung: Grundlage für diese Mannschaftswertung war ein Punktesystem, bei dem es galt, möglichst wenig Zähler zu sammeln. Beispielsweise wurde eine Geldbuße in einen Strafpunkt je 10 Schweizer Franken umgerechnet, Zeitstrafen erbrachten zwei Punkte je Sekunde, eine Deklassierung 100 Punkte und ein positiver Dopingtest 2.000 Punkte, Das Siegerteam erhielt 5.000 Euro.

## Ergebnisse

### Etappen
Zum Verlauf und den Ergebnissen der Etappen des Giro d’Italia 2020 siehe: Giro d’Italia 2020/Etappen.

### Etappensieger und Führungen im Rennverlauf
| Etappe         | Etappensieger      | Gesamtwertung Maglia Rosa | Punktewertung Maglia Ciclamino | Bergwertung Maglia Azzurra | Nachwuchswertung Maglia Bianca | Teamwertung           |
| -------------- | ------------------ | ------------------------- | ------------------------------ | -------------------------- | ------------------------------ | --------------------- |
| 1              | Filippo Ganna      | Filippo Ganna             | Filippo Ganna (1)              | Rick Zabel                 | Filippo Ganna (2)              | Ineos Grenadiers      |
| 2              | Diego Ulissi       | Filippo Ganna             | Diego Ulissi                   | Peter Sagan                | Filippo Ganna (2)              | Ineos Grenadiers      |
| 3              | Jonathan Caicedo   | João Almeida              | Diego Ulissi                   | Jonathan Caicedo           | João Almeida (3,4,5,6)         | Deceuninck-Quick-Step |
| 4              | Arnaud Démare      | João Almeida              | Peter Sagan                    | Jonathan Caicedo           | João Almeida (3,4,5,6)         | Deceuninck-Quick-Step |
| 5              | Filippo Ganna      | João Almeida              | Peter Sagan                    | Filippo Ganna              | João Almeida (3,4,5,6)         | Deceuninck-Quick-Step |
| 6              | Arnaud Démare      | João Almeida              | Arnaud Démare                  | Filippo Ganna              | João Almeida (3,4,5,6)         | Deceuninck-Quick-Step |
| 7              | Arnaud Démare      | João Almeida              | Arnaud Démare                  | Filippo Ganna              | João Almeida (3,4,5,6)         | Deceuninck-Quick-Step |
| 8              | Alex Dowsett       | João Almeida              | Arnaud Démare                  | Filippo Ganna              | João Almeida (3,4,5,6)         | Ineos Grenadiers      |
| 9              | Ruben Guerreiro    | João Almeida              | Arnaud Démare                  | Ruben Guerreiro            | João Almeida (3,4,5,6)         | Ineos Grenadiers      |
| 10             | Peter Sagan        | João Almeida              | Arnaud Démare                  | Ruben Guerreiro            | João Almeida (3,4,5,6)         | Ineos Grenadiers      |
| 11             | Arnaud Démare      | João Almeida              | Arnaud Démare                  | Ruben Guerreiro            | João Almeida (3,4,5,6)         | Ineos Grenadiers      |
| 12             | Jhonatan Narváez   | João Almeida              | Arnaud Démare                  | Ruben Guerreiro            | João Almeida (3,4,5,6)         | Ineos Grenadiers      |
| 13             | Diego Ulissi       | João Almeida              | Arnaud Démare                  | Ruben Guerreiro            | João Almeida (3,4,5,6)         | Ineos Grenadiers      |
| 14             | Filippo Ganna      | João Almeida              | Arnaud Démare                  | Ruben Guerreiro            | João Almeida (3,4,5,6)         | Ineos Grenadiers      |
| 15             | Tao Geoghegan Hart | João Almeida              | Arnaud Démare                  | Giovanni Visconti          | João Almeida (3,4,5,6)         | Ineos Grenadiers      |
| 16             | Jan Tratnik        | João Almeida              | Arnaud Démare                  | Giovanni Visconti          | João Almeida (3,4,5,6)         | Ineos Grenadiers      |
| 17             | Ben O’Connor       | João Almeida              | Arnaud Démare                  | Ruben Guerreiro            | João Almeida (3,4,5,6)         | Ineos Grenadiers      |
| 18             | Jai Hindley        | Wilco Kelderman           | Arnaud Démare                  | Ruben Guerreiro            | Jai Hindley (7)                | Ineos Grenadiers      |
| 19             | Josef Černý        | Wilco Kelderman           | Arnaud Démare                  | Ruben Guerreiro            | Jai Hindley (7)                | Ineos Grenadiers      |
| 20             | Tao Geoghegan Hart | Jai Hindley               | Arnaud Démare                  | Ruben Guerreiro            | Jai Hindley (7)                | Ineos Grenadiers      |
| 21             | Filippo Ganna      | Tao Geoghegan Hart        | Arnaud Démare                  | Ruben Guerreiro            | Tao Geoghegan Hart             | Ineos Grenadiers      |
| Wertungssieger | Wertungssieger     | Tao Geoghegan Hart        | Arnaud Démare                  | Ruben Guerreiro            | Tao Geoghegan Hart             | Ineos Grenadiers      |

## Endstände

### Gesamtwertung
| \| Gesamtwertung \| Gesamtwertung \| Gesamtwertung \| Gesamtwertung \| Gesamtwertung \| \| Fahrer \| Fahrer \| Land \| Team \| Zeit \| \| ------------- \| ---------------------- \| ---------------------- \| --------------------- \| ----------------- \| \| 1. \| Tao Geoghegan Hart \| Vereinigtes Königreich \| Ineos Grenadiers \| 85 h 40 min 21 s \| \| 2. \| Jai Hindley \| Australien \| Team Sunweb \| + 39 s \| \| 3. \| Wilco Kelderman \| Niederlande \| Team Sunweb \| + 1 min 29 s \| \| 4. \| João Almeida \| Portugal \| Deceuninck-Quick Step \| + 2 min 57 s \| \| 5. \| Pello Bilbao \| Spanien \| Bahrain McLaren \| + 3 min 09 s \| \| 6. \| Jakob Fuglsang \| Dänemark \| Astana \| + 7 min 02 s \| \| 7. \| Vincenzo Nibali \| Italien \| Trek-Segafredo \| + 8 min 15 s \| \| 8. \| Patrick Konrad \| Österreich \| Bora-Hansgrohe \| + 8 min 42 s \| \| 9. \| Fausto Masnada \| Italien \| Deceuninck-Quick Step \| + 9 min 57 s \| \| 10. \| Hermann Pernsteiner \| Österreich \| Bahrain McLaren \| + 11 min 05 s \| \| 11. \| Domenico Pozzovivo \| Italien \| NTT Pro Cycling \| + 11 min 52 s \| \| 12. \| Rafał Majka \| Polen \| Bora-Hansgrohe \| + 20 min 31 s \| \| 13. \| Sergio Samitier \| Spanien \| Movistar Team \| + 35 min 29 s \| \| 14. \| James Knox \| Vereinigtes Königreich \| Deceuninck-Quick Step \| + 37 min 41 s \| \| 15. \| Brandon McNulty \| Vereinigte Staaten \| UAE Team Emirates \| + 38 min 10 s \| \| 16. \| Aurélien Paret-Peintre \| Frankreich \| AG2R La Mondiale \| + 45 min 04 s \| \| 17. \| Lawrence Warbasse \| Vereinigte Staaten \| AG2R La Mondiale \| + 53 min 25 s \| \| 18. \| Ben Swift \| Vereinigtes Königreich \| Ineos Grenadiers \| + 57 min 36 s \| \| 19. \| Antonio Pedrero \| Spanien \| Movistar Team \| + 59 min 36 s \| \| 20. \| Ben O’Connor \| Australien \| NTT Pro Cycling \| + 1 h 02 min 57 s \| |                        |                        |                       |                   |
| |                        |                        |                       |                   |
| Quelle: ProCyclingStats |                        |                        |                       |                   |
| Gesamtwertung |                        |                        |                       |                   |
| Fahrer | Fahrer                 | Land                   | Team                  | Zeit              |
| 1. | Tao Geoghegan Hart     | Vereinigtes Königreich | Ineos Grenadiers      | 85 h 40 min 21 s  |
| 2. | Jai Hindley            | Australien             | Team Sunweb           | + 39 s            |
| 3. | Wilco Kelderman        | Niederlande            | Team Sunweb           | + 1 min 29 s      |
| 4. | João Almeida           | Portugal               | Deceuninck-Quick Step | + 2 min 57 s      |
| 5. | Pello Bilbao           | Spanien                | Bahrain McLaren       | + 3 min 09 s      |
| 6. | Jakob Fuglsang         | Dänemark               | Astana                | + 7 min 02 s      |
| 7. | Vincenzo Nibali        | Italien                | Trek-Segafredo        | + 8 min 15 s      |
| 8. | Patrick Konrad         | Österreich             | Bora-Hansgrohe        | + 8 min 42 s      |
| 9. | Fausto Masnada         | Italien                | Deceuninck-Quick Step | + 9 min 57 s      |
| 10. | Hermann Pernsteiner    | Österreich             | Bahrain McLaren       | + 11 min 05 s     |
| 11. | Domenico Pozzovivo     | Italien                | NTT Pro Cycling       | + 11 min 52 s     |
| 12. | Rafał Majka            | Polen                  | Bora-Hansgrohe        | + 20 min 31 s     |
| 13. | Sergio Samitier        | Spanien                | Movistar Team         | + 35 min 29 s     |
| 14. | James Knox             | Vereinigtes Königreich | Deceuninck-Quick Step | + 37 min 41 s     |
| 15. | Brandon McNulty        | Vereinigte Staaten     | UAE Team Emirates     | + 38 min 10 s     |
| 16. | Aurélien Paret-Peintre | Frankreich             | AG2R La Mondiale      | + 45 min 04 s     |
| 17. | Lawrence Warbasse      | Vereinigte Staaten     | AG2R La Mondiale      | + 53 min 25 s     |
| 18. | Ben Swift              | Vereinigtes Königreich | Ineos Grenadiers      | + 57 min 36 s     |
| 19. | Antonio Pedrero        | Spanien                | Movistar Team         | + 59 min 36 s     |
| 20. | Ben O’Connor           | Australien             | NTT Pro Cycling       | + 1 h 02 min 57 s |

### Punktewertung
| Punktewertung | Punktewertung      | Punktewertung          | Punktewertung               | Punktewertung |
| Fahrer        | Fahrer             | Land                   | Team                        | Punkte        |
| ------------- | ------------------ | ---------------------- | --------------------------- | ------------- |
| 1.            | Arnaud Démare      | Frankreich             | Groupama-FDJ                | 233 P.        |
| 2.            | Peter Sagan        | Slowakei               | Bora-Hansgrohe              | 184 P.        |
| 3.            | João Almeida       | Portugal               | Deceuninck-Quick Step       | 108 P.        |
| 4.            | Filippo Ganna      | Italien                | Ineos Grenadiers            | 87 P.         |
| 5.            | Josef Černý        | Tschechien             | CCC Team                    | 78 P.         |
| 6.            | Andrea Vendrame    | Italien                | AG2R La Mondiale            | 78 P.         |
| 7.            | Diego Ulissi       | Italien                | UAE Team Emirates           | 77 P.         |
| 8.            | Simon Pellaud      | Schweiz                | Androni Giocattoli-Sidermec | 70 P.         |
| 9.            | Tao Geoghegan Hart | Vereinigtes Königreich | Ineos Grenadiers            | 66 P.         |
| 10.           | Patrick Konrad     | Österreich             | Bora-Hansgrohe              | 61 P.         |

### Bergwertung
| Bergwertung | Bergwertung          | Bergwertung            | Bergwertung      | Bergwertung |
| Fahrer      | Fahrer               | Land                   | Team             | Punkte      |
| ----------- | -------------------- | ---------------------- | ---------------- | ----------- |
| 1.          | Ruben Guerreiro      | Portugal               | EF Pro Cycling   | 234 P.      |
| 2.          | Tao Geoghegan Hart   | Vereinigtes Königreich | Ineos Grenadiers | 157 P.      |
| 3.          | Thomas De Gendt      | Belgien                | Lotto-Soudal     | 122 P.      |
| 4.          | Rohan Dennis         | Australien             | Ineos Grenadiers | 119 P.      |
| 5.          | Ben O’Connor         | Australien             | NTT Pro Cycling  | 71 P.       |
| 6.          | Jai Hindley          | Australien             | Team Sunweb      | 71 P.       |
| 7.          | Wilco Kelderman      | Niederlande            | Team Sunweb      | 55 P.       |
| 8.          | Filippo Ganna        | Italien                | Ineos Grenadiers | 48 P.       |
| 9.          | Jonathan Castroviejo | Spanien                | Ineos Grenadiers | 45 P.       |
| 10.         | Einer Rubio          | Kolumbien              | Movistar Team    | 44 P.       |

### Nachwuchswertung
| Nachwuchswertung | Nachwuchswertung       | Nachwuchswertung       | Nachwuchswertung      | Nachwuchswertung  |
| Fahrer           | Fahrer                 | Land                   | Team                  | Zeit              |
| ---------------- | ---------------------- | ---------------------- | --------------------- | ----------------- |
| 1.               | Tao Geoghegan Hart     | Vereinigtes Königreich | Ineos Grenadiers      | 85 h 40 min 21 s  |
| 2.               | Jai Hindley            | Australien             | Team Sunweb           | + 39 s            |
| 3.               | João Almeida           | Portugal               | Deceuninck-Quick Step | + 2 min 57 s      |
| 4.               | Sergio Samitier        | Spanien                | Movistar Team         | + 35 min 29 s     |
| 5.               | James Knox             | Vereinigtes Königreich | Deceuninck-Quick Step | + 37 min 41 s     |
| 6.               | Brandon McNulty        | Vereinigte Staaten     | UAE Team Emirates     | + 38 min 10 s     |
| 7.               | Aurélien Paret-Peintre | Frankreich             | AG2R La Mondiale      | + 45 min 04 s     |
| 8.               | Ben O’Connor           | Australien             | NTT Pro Cycling       | + 1 h 02 min 57 s |
| 9.               | Sam Oomen              | Niederlande            | Team Sunweb           | + 1 h 03 min 46 s |
| 10.              | Matteo Fabbro          | Italien                | Bora-Hansgrohe        | + 1 h 13 min 49 s |

### Mannschaftswertung
| Mannschaftswertung | Mannschaftswertung    | Mannschaftswertung     | Mannschaftswertung |
| Team               | Team                  | Land                   | Zeit               |
| ------------------ | --------------------- | ---------------------- | ------------------ |
| 1.                 | Ineos Grenadiers      | Vereinigtes Königreich | 257 h 15 min 58 s  |
| 2.                 | Deceuninck-Quick Step | Belgien                | + 22 min 32 s      |
| 3.                 | Team Sunweb           | Deutschland            | + 28 min 50 s      |
| 4.                 | Bahrain McLaren       | Bahrain                | + 32 min 50 s      |
| 5.                 | Bora-Hansgrohe        | Deutschland            | + 1 h 12 min 34 s  |
| 6.                 | NTT Pro Cycling       | Südarfika              | + 1 h 49 min 59 s  |
| 7.                 | AG2R La Mondiale      | Frankreich             | + 2 h 04 min 38 s  |
| 8.                 | Movistar Team         | Spanien                | + 2 h 08 min 26 s  |
| 9.                 | Astana                | Kasachstan             | + 2 h 29 min 44 s  |
| 10.                | Trek-Segafredo        | Vereinigte Staaten     | + 2 h 42 min 36 s  |